# 榴花牌白糖
榴花牌白糖，是粤港澳大灣區内的江門甘化集團（舊稱江門甘化厰）生產的白糖，1958年由時任總理周恩來命名。